# Жаворонки (Одинцовский район)
Жа́воронки — село (до 2004 года — посёлок) в Одинцовском городском округе Московской области России. В Жаворонках действует театральный центр, есть библиотека, средняя общеобразовательная школа, амбулатория. В Жаворонках находится деревянный православный храм Богоявления Господня, освящённый в 2004 году.

## География
Село Жаворонки расположено в западной части Московской области, в 35 км от центра Москвы и в 12 км к западу от центра Одинцова, на обеих сторонах Белорусского направления Московской железной дороги. По северной границе села проходит Можайское шоссе.
Крупное село имеет сложную структуру, представляющую собой несколько достаточно обособленных частей. Центром Жаворонков является одноимённая железнодорожная платформа, к которой тяготеют основные торговые объекты. К северо-западу от платформы расположен исторический дачный посёлок Жаворонки, разделённый прямолинейными дорогами (в настоящее время — девять пронумерованных Советских улиц), в центре которого имеется благоустроенный парк. К северо-востоку от платформы находится бывшая деревня Жаворонки, окружённая дачами и крупным массивом, состоящим из множества прилегающих друг к другу садоводческих товариществ. К югу от платформы — старые «генеральские», а также более современные дачи. К юго-западу — многоэтажный микрорайон «30 лет Октября» и множество дач. В состав села входят различные некоммерческие дачные объединения и коттеджные посёлки.
С северной, западной и южной сторон Жаворонки окружены лесными массивами; с юго-восточной стороны к селу прилегают деревни Ликино и Щедрино.

## История
Деревня Жаворонки (Жаравинки) упоминается в письменных источниках с XVI века. В источниках XVIII века Жаворонки упоминаются как сельцо. Активное развитие населённого пункта началось после прокладки в 1866 году железной дороги и устройства остановки «Платформа 34-й версты». В конце XIX века был построен посёлок Косой Клин для железнодорожных служащих. В начале XX века между деревней Жаворонки и посёлком Косой Клин появился дачный посёлок для московской интеллигенции. К концу 1909 года отец будущего ипполога Владимира Витта, Оскар Эдуардович, создаёт в Жаворонках небольшой конный заводик лошадей орловской рысистой породы.
Осенью 1941 года в Жаворонках расположилась разведшкола Западного фронта, возглавлявшаяся майором А. К. Строгисом. В числе её курсантов были Зоя Космодемьянская и Вера Волошина. В одном из зданий Жаворонковской средней школы с 1941 по 1943 год базировался военный госпиталь.
В послевоенное время деревня Жаворонки была присоединена к одноимённому посёлку, который продолжал развиваться в течение всего XX века. В 1950-е годы в южной части посёлка были построены «генеральские дачи» с участками большой площади, занятыми лесом. В юго-западной части Жаворонков был возведён квартал многоквартирных домов.
Приблизительно с начала 1960-х годов на заболоченной местности к востоку от Жаворонков стали появляться массивы садоводческих товариществ.
В 2004 году Жаворонкам был присвоен статус села. В состав вошли деревня Жаворонки, посёлки Косой клин и Виттовка, 30 лет Октября, 1905-й год, Дачная.
17 марта 2005 года близ Жаворонков произошло покушение на Анатолия Чубайса.
В 2005—2019 годах являлось административным центром сельского поселения Жаворонковское.

## Население
| 1959 | 1979  | 1989  | 2002  | 2006  | 2010  | 2021  |
| ---- | ----- | ----- | ----- | ----- | ----- | ----- |
| 6425 | ↘5064 | ↘3924 | ↘2923 | →2923 | ↗3407 | ↗5979 |

## Экономика
Экономическая деятельность в Жаворонках направлена в основном на обслуживание местных жителей и дачников.
В селе имеются несколько торговых центров, действуют сетевые магазины «Дикси», «Пятёрочка», рестораны и кафе. Действуют отделения Сбербанка и почты.
В Жаворонках имеется крупный современный архитектурный ансамбль, в котором действует резиденция для проведения элитных мероприятий.
Промышленность представлена небольшим предприятием по производству металлических дверей и решёток. Также к Жаворонкам административно отнесена территория к югу от Минского шоссе, на которой расположен ремонтно-складской комплекс техники «Либхерр».
Также в селе имеется земельная компания, занимающаяся оформлением земельных участков.

## Транспорт
Жаворонки связаны с Москвой, Одинцовом и другими населёнными пунктами Московской области железнодорожным и автомобильным транспортом.
Село расположено между Минским и Можайским шоссе, непосредственно примыкая к последнему.
В 2020 году в Жаворонках строятся две транспортные развязки.
В селе находятся платформы Жаворонки и Дачное, на которых осуществляются остановки пригородных электропоездов. Автобусные маршруты связывают Жаворонки с городами Одинцово, Голицыно, Краснознаменск, Звенигород и посёлками Лесной Городок, Горки-10, Назарьево.

## Архитектура и достопримечательности
Главным образом Жаворонки застроены дачами. В центральной и юго-западной частях села компактно расположены многоквартирные дома 1950—1970-х гг. постройки высотой до девяти этажей. На территории села сохранилось несколько дореволюционных дач, представляющих собой образцы исторической застройки Жаворонков.

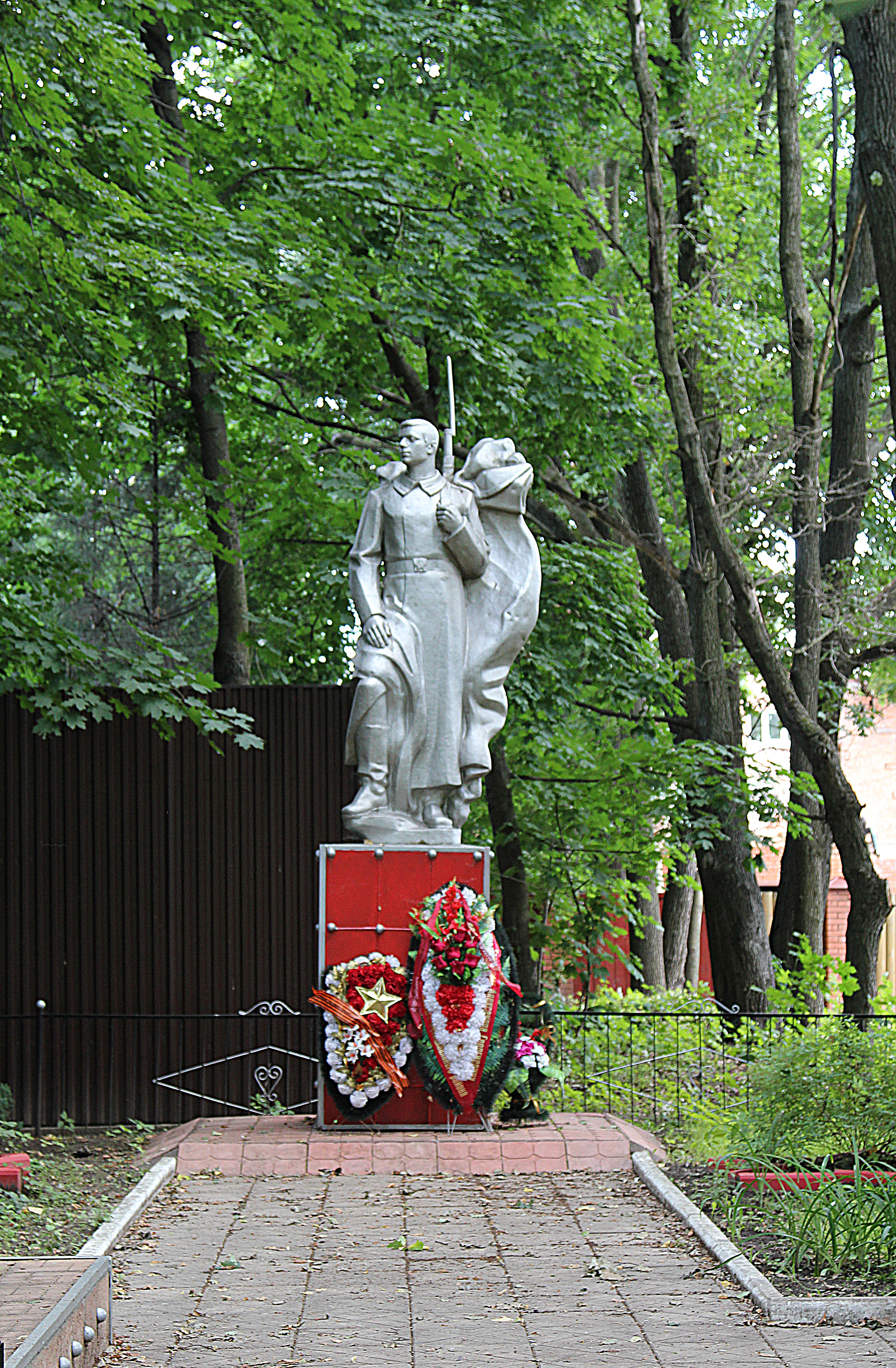
Памятник советским воинам

На 4-й Советской улице расположен памятник на братской могиле воинов Советской Армии, открытый 9 мая 1949 года (автор неизвестен). На территории Жаворонковской средней школы находится памятник-обелиск погибшим землякам (открыт 9 мая 1970 года, автор неизвестен).
Памятник иппологу В. О. Витту, провёдшему в Жаворонках детские и юношеские годы (скульптор Г. Д. Александров).

## Упоминания
Одно из последних стихотворений Булата Окуджавы, написанных перед смертью в парижском госпитале, посвящено Анатолию Чубайсу и было обнаружено в больнице вдовой Булата Шалвовича Ольгой. Это стихотворение было переправлено вместе с поздравлениями Чубайсу 16 июня, в день его рождения
А. Чубайсу в День рождения

Надо помнить: день рожденья —

это вовсе не венец,

годовой итог горенья…

Всем известно, наконец,

что в правительственных сферах

полагается при том

как бы спрятанный в портьерах

холостых салютов гром,

ну и прочие примеры

с орденами всех мастей…

А у нас иные сферы —

день приязни и гостей.

Ну, и чтоб жила легенда

о событьи круглый год,

рюмочка интеллигентно

применение найдёт.

Как нам жить — узнаем сами.

Мир по-прежнему велик.

Пусть останется меж нами

добрых «Жаворонков» крик.

9 мая 1997,

Париж

### «Место встречи изменить нельзя»
Посёлок был упомянут в романе братьев Вайнеров «Эра милосердия» и его экранизации «Место встречи изменить нельзя».

Отворилась дверь, и шумно ввалились Пасюк, Тараскин, Мамыкин, ещё какие-то ребята из второго отдела, а Свирского всё не было, и в комнате звенело такое ужасное немое напряжение, такой ненавистью и отчаянием было всё пропитано, что они сразу же замолчали. А Жеглов сказал:

— Ты, когда пистолет он навёл на тебя, не про совесть думал свою, не про долг чекиста, не про товарищей своих убитых, а про свои пятьдесят тысяч, про домик в Жаворонках с коровой и кабанчиком.

## Известные жители
- ипполог В. О. Витт
- писатель С. П. Бабаевский
- писатель М. С. Бубеннов
- артист В. И. Гафт
- поэт Н. Н. Добронравов
- писатель и поэт С. В. Михалков
- композитор А. Н. Пахмутова
- футболист Андр. П. Старостин
- пианист Л. Н. Оборин
- деятель театра и кино Н. А. Сличенко
- поэт, писатель, бард Б. Ш. Окуджава
- государственный, политический и экономический деятель А. Б. Чубайс
- государственный и политический деятель А. Д. Жуков
- юморист Е. В. Петросян
- юмористка Е. Г. Степаненко
- полковник А. Д. Билюкин
- скульптор Г. Д. Александров
- актриса Н. В. Румянцева
- певица О. Б. Кормухина
- музыкант А. Н. Белов
- оперный певец В. В. Букин
- государственный и партийный деятель П. Н. Демичев
- епископ Григорий (Лебедев)
- художник-иконописец В. А. Комаровский
- хоккеист, тренер А. С. Якушев
- художник Г. М. Коржев
- радио- и теледиктор В. И. Балашов
- тренер по фигурному катанию Е. А. Чайковская